# Championnats du monde de cyclisme sur piste 1909
Navigation
Berlin/Leipzig 1908 Bruxelles 1910

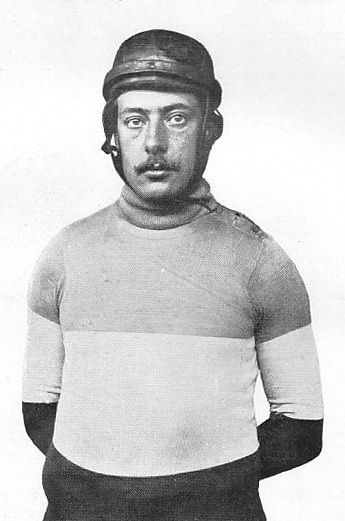
Georges Parent

Les Championnats du monde de cyclisme sur piste 1909 ont eu lieu du 14 au 23 août à Copenhague, au Danemark. Les épreuves se sont déroulées au vélodrome d'Ordrup dans la banlieue nord de Copenhague.

## Résultats

### Podiums professionnels
| Compétition | Or                    | Argent                 | Bronze                      |
| ----------- | --------------------- | ---------------------- | --------------------------- |
| Vitesse     | Victor Dupré France   | Gabriel Poulain France | Walter Rütt Empire allemand |
| Demi-fond   | Georges Parent France | Louis Darragon France  | Nat Butler États-Unis       |

### Podiums amateurs
| Compétition | Or                             | Argent                      | Bronze                  |
| ----------- | ------------------------------ | --------------------------- | ----------------------- |
| Vitesse     | William Bailey Grande-Bretagne | Karl Neumer Empire allemand | Maurice Schilles France |
| Demi-fond   | Leon Meredith Grande-Bretagne  | Maurice Cuzin France        | Georges Patou Belgique  |

## Tableau des médailles
| Rang | Nation          | Or | Argent | Bronze | Total |
| ---- | --------------- | -- | ------ | ------ | ----- |
| 1    | France          | 2  | 3      | 1      | 6     |
| 2    | Grande-Bretagne | 2  | 0      | 0      | 2     |
| 3    | Allemagne       | 0  | 1      | 1      | 2     |
| 4    | Belgique        | 0  | 0      | 1      | 1     |
| -    | États-Unis      | 0  | 0      | 1      | 1     |